# 秘密特許
秘密特許（ひみつとっきょ）とは、国家によって発明の内容が秘密にされた特許や特許出願の通称である。

## 概要
特許制度においては、特許権により独占的な利益を得る権利の代償として、特許権が付与された発明や特許出願された発明は公開されることが原則である（公開代償説）。しかしこれらの発明には、軍事技術や核技術等、公開されると安全保障上の懸念が生じるものが含まれる。こうした発明の内容を例外的に非公開とする制度を秘密特許制度という。秘密特許制度は特許制度が確立している70ヵ国のうち51ヵ国で導入されているが、あくまで公開原則の例外であり、かつ後述する問題点もあり適用は非常に限定的である。
TRIPS協定では、知的財産の公開原則の例外として、安全保障上の理由で特許発明・特許出願にかかる発明を秘密にすることが許容されている（第73条）。なお、秘密特許に指定するための要件はTRIPS協定では厳密には定められておらず、指定基準や運用方法は各国に委ねられている。

## 運用方法
秘密特許の運用方法は概ね特許付与と審査凍結と特例法規定の三種類に分かれる。
特許付与
出願段階で秘密特許の候補として扱い、特許としての条件を満たすものについては秘密特許として特許権を付与する。
適用国:ドイツ、イタリア、ロシア、カナダ、中国、ブラジルなど。
審査凍結
特許性の審査を凍結し、(そのような期間が存在するのであれば)秘密とする期間を経過した後に審査を再開し、特許性を判断する。
適用国:アメリカ、フランス、イギリス、韓国、インドなど。
特例法規定
特許法の対象自体から除外し、別の法令に従って取り扱う。
適用国:スウェーデン、ノルウェー、フィンランドなど。
この他にもサウジアラビアでは特許の所有権が政府に強制譲渡されるなど、様々な運用方法が存在する。

## 外国出願制限
秘密特許と合わせて運用される制度に外国出願制限が存在する場合がある。これは各国の国内で発明された技術を外国特許庁に出願する場合に政府機関の許可を得ることが義務付けられる制度であり、対象となる発明は秘密特許に指定された後に秘密期間が経過した発明がほとんどである。

### 第一国出願義務
第一国出願義務は各国の国内で発明された技術の最初の出願先を、その国の特許庁とすることを義務付ける制度である。かつてはヨーロッパ諸国や中国でも導入されていたが現在は廃止されており、現在この制度を残しているのはアメリカのみとなる。なお、アメリカの現行制度では第一国出願義務の対象は秘密特許に限らず、アメリカ国内で発明された全ての技術が対象となる。

## 問題点
秘密特許は制度上は多くの国で認められているが、以下のような問題点から適用は慎重かつ限定的となっている。
発明者不利益
最も大きな問題点は発明者の不利益である。発明が秘密特許に指定された場合その特許技術は公開されないため、別の発明者が同様の技術を生み出し製品化したとしても特許料を得ることはできない。一方で、秘密特許に指定された場合は通常の審査・登録とは異なる手続きが必要であり、国によっては守秘義務を課せられるなど発明者の負担が増大する。また、非公開や出願制限といった措置自体が技術者の発明に対するモチベーションを低下させる。
周辺特許の扱い
ほとんどの場合、単一の特許技術で製品が生み出されることはなく、一つの製品に複数の特許技術が含まれておりそれらは密接に関係している。一つの発明を秘密特許としてもその周辺特許から隠れている秘密特許を類推することは同業者にとってはそれほどむつかしくない場合もあるため、周辺特許を秘匿扱いにする必要が生じる可能性があり、秘密特許の影響範囲が大きくなる。
人材の固定化
秘密特許の発明者には守秘義務が課せられることがあり、関連する発明者が一つの技術・製品に拘束され、また秘密保持の範囲を広げないために新たな技術者の投入が制限される可能性があり、人材の流動性を著しく損ない、結果的に同分野の技術的発展を鈍化させる。

## 日本における秘密特許
日本の特許制度では、専売特許条例・旧特許法の制度下で秘密特許制度に相当する制度が設けられていた。この制度は、第二次世界大戦の終結に伴い廃止された。その後、秘密特許に相当する制度は日本で設けられていなかったが、特許出願によってデュアルユースが公開される経済安全保障上のリスクに対処する観点から、2024年5月1日に特許出願非公開制度が導入された。

### 旧特許制度下の秘密特許
日本において、軍事上の理由で特許出願・特許権の付与を制限する制度は、明治21年(1888年)改正の専売特許条例ではじめて設けられた（第7条）。本改正では、軍事上必要なものまたは秘密を要するものと認めた発明について、特許権の付与および行使に制限が課せられ、取り消されることとされていた。このような場合、発明者または特許権者は農商務大臣により報酬が与えられるとされた（同条2項）。当時は出願公開制度が設けられていなかったので、権利化を阻止することで発明の内容を秘密にすることができた。この規定は、明治32年（1899年）公布の旧特許法にも引き継がれ（第16条第1項）、最初の秘密特許が1903年に与えられた。
その後、旧特許法26条に基づき、明治42年（1909年）に「特許権ノ存続期間延長ニ関スル件」（勅令第298号）および「軍事上秘密ヲ要スル發明ノ特許二關スル件」（勅令第299号）が公布され、軍事上秘密を要する発明の出願の取り扱いについて定められた。これにより、明細書および図面が秘密として管理されることとなった（勅令第299号第１条）。
この制度による秘密特許は、明治時代には24件、大正時代には116件に留まっていたが、昭和に入ってから圧倒的に増加することとなった。第二次世界大戦の終結後、これらの秘密とされてきた特許がGHQの指令で公開され、1572件の明細書が発行された。
昭和23年（1948年）に旧特許法の一部改正（法律第172号）により、秘密特許制度は廃止された。またこの旧特許法の改正に伴い、「特許収用令」（昭和13年勅令第52号）からも秘密特許に関する条項が削除された（政令第162号）。

### 特許出願非公開制度
特許出願非公開制度（しゅつがんひこうかいせいど）とは、特許出願書類（明細書等）に、安全保障上公開することに問題がある発明が含まれる場合、保全指定により出願公開および出願査定を留保する制度である（経済安全保障推進法第65条）。
保全指定をするか否かの審査は、特許庁による一次審査と、内閣府に設置される部局でされる二次審査（保全審査）が行われる。保全審査の結果によっては、出願人の意思を確認し、その後、保全指定がされる。一次審査では、特許出願から特定の技術分野に属する発明についての出願を選別する（スクリーニング）。一次審査の結果、二次審査に付す場合、出願日から3か月以内に、特許庁長官から出願人または代理人にその旨が通知される。二次審査（保全審査）では、機微性や産業への影響等の検討を行い、保全指定をするかどうかを決定する。保全審査は、特許庁が一次審査で選別した出願の他、出願人からの申出があった出願についても行われる。二次審査では、出願人に対する意思の確認をすることができ、出願人は出願を取り下げることもできる。
出願のスクリーニングは国際特許分類等に基づいて行われる。2024年現在、スクリーニングの対象となる特定の技術分野としては、例えば、ステルス機・ステルス艦・無人航空機・ミサイル・ソナー・ロケット・宇宙技術・量子コンピュータ・核技術等が挙げられている。このうち、ロケット・宇宙技術・量子コンピュータの発明は、①国防用であること②出願人が国または国立研究開発法人が単独でした出願であること③国の委託等を受けた発明であることのいずれか（付加要件）に該当することが必要である。これらの特定の技術分野については、外国出願が禁止されるが、保全審査に付されないか、10か月以内に保全指定がされなかった場合には禁止は解除される。また、これらの特定の技術分野について外国出願をする際は、事前に特許庁長官の確認を求めることができる。
保全審査の結果、保全指定がなされた出願については、出願取下げ、開示、外国出願が原則禁止される。また、発明の実施（出願人によるものを含む）、特許を受ける権利の共有も制限され、内閣総理大臣の承認が必要となる。保全指定によって発生した損失については、実施によって得られるはずだった利益やライセンス料の補償を受けることができる。保全指定は１年ごとに延長の要否が判断され、保全指定をすることが妥当でないと判断された場合、指定解除がされる。その後、指定解除から３か月以内に審査請求をすることができ、通常の特許出願と同様に特許を受けることができる。